# Laga syn
För andra betydelser, se Syn (olika betydelser).
Med laga syn menas en okulärbesiktning, det vill säga besiktning med hjälp av synen av fysisk egendom för att upptäcka brister, skador och/eller förfall på densamma. När det görs som del av bevisupptagning i en rättegång, kallas det bara syn.
Synen utförs av oberoende besiktningsmän, så kallade synemän, som protokollför de upptäckta bristerna tillsammans med nödvändig åtgärd. Om uppdragsgivarna så önskar kan även en uppskattning av åtgärdskostnad (material och/eller arbete) tas upp i protokollet.
Besiktningsmännen som anlitas ska förutom ojävighet även vara bevisat kunniga på den typ av egendom som ska synas.
Termen används ofta inom ramen för överlåtelse av arrenderad egendom för att fastställa arrendets skick innan tillträdet respektive efter frånträdet.